# Jamaican E.T.
Jamaican E.T. è un album del musicista giamaicano Lee "Scratch" Perry, ed è stato pubblicato negli Stati Uniti il 5 febbraio 2002 dall'etichetta Trojan Records. Nel 2003 è stato premiato con un Grammy Awards come Miglior album reggae.

## Tracce
1. 10 Commandments - 4:31 (Testi: Perry)
2. I'll Take You There - 5:17 (Testi: Perry)
3. Message From The Black Ark Studio - 4:19 (Testi: Perry)
4. Holyness, Righteousness, Light - 4:22 (Testi: Perry)
5. Babylon Fall - 5:45 (Testi: Perry)
6. Mr. Dino Koosh Rock - 5:59 (Testi: Perry)
7. Hip Hop Reggae - 4:58 (Testi: Perry)
8. Evil Brain Rejector - 4:27 (Testi: Perry)
9. Jah Rastafari, Jungle Safari - 4:49 (Testi: Perry)
10. Love Sunshine, Blue Sky - 5:45 (Testi: Perry)
11. Clear The Way - 4:29 (Testi: Perry)
12. Congratulations - 4:22 (Testi: Perry)
13. Shocks Of Mighty - 4:27 (Testi: Perry)
14. Jamaican E.T. - 5:43 (Testi: Perry)
15. Telepathic Jah A Rize - 4:07 (Testi: Perry)

## Musicisti
- Produttori: Lee Perry e Roger Lomas
- Voce: Lee Perry
- Chitarra: Anthony Harty
- Sassofono: Leigh Malin
- Tastiere: Justin Dodsworth
- Basso: Nick Walsh
- Batteria: Al Fletcher
- Percussioni: Anthony Harty
- Cori di sottofondo: Sharron Naylor e Michelle Naylor